# 惠特蘭鎮區 (堪薩斯州巴頓縣)
惠特蘭鎮區（英語：Wheatland Township）為位在美國堪薩斯州巴頓縣的鎮區。2010年美国人口普查中該鎮區人口有53人。
惠特蘭鎮區於1878年設立。

## 地理
惠特蘭鎮區涵蓋面積93.78平方（36.21平方英里），境內無城鎮設立。

### 墓園
根據美國地質調查局的資料，此鎮區擁有2座墓園：
- 施奈德墓園（Schneider Cemetery）
- 舍恩菲爾德墓園（Schoenfeld Cemetery）

## 人口統計
根據2010年美國人口普查，惠特蘭鎮區人口有53人，人口密度為0.57人/平方公里。種族方面，100%為白人；0%為非裔美洲人；0%為美洲原住民；0%為亞洲人；0%為太平洋島民；0%為其他種族；另外有0%為兩個或以上的種族。而西班牙裔美國人或拉丁美洲人佔該鎮區人口的0%。

## 外部連結
- US-Counties.com
- City-Data.com （页面存档备份，存于）